# Taoyuan (Bezirk)

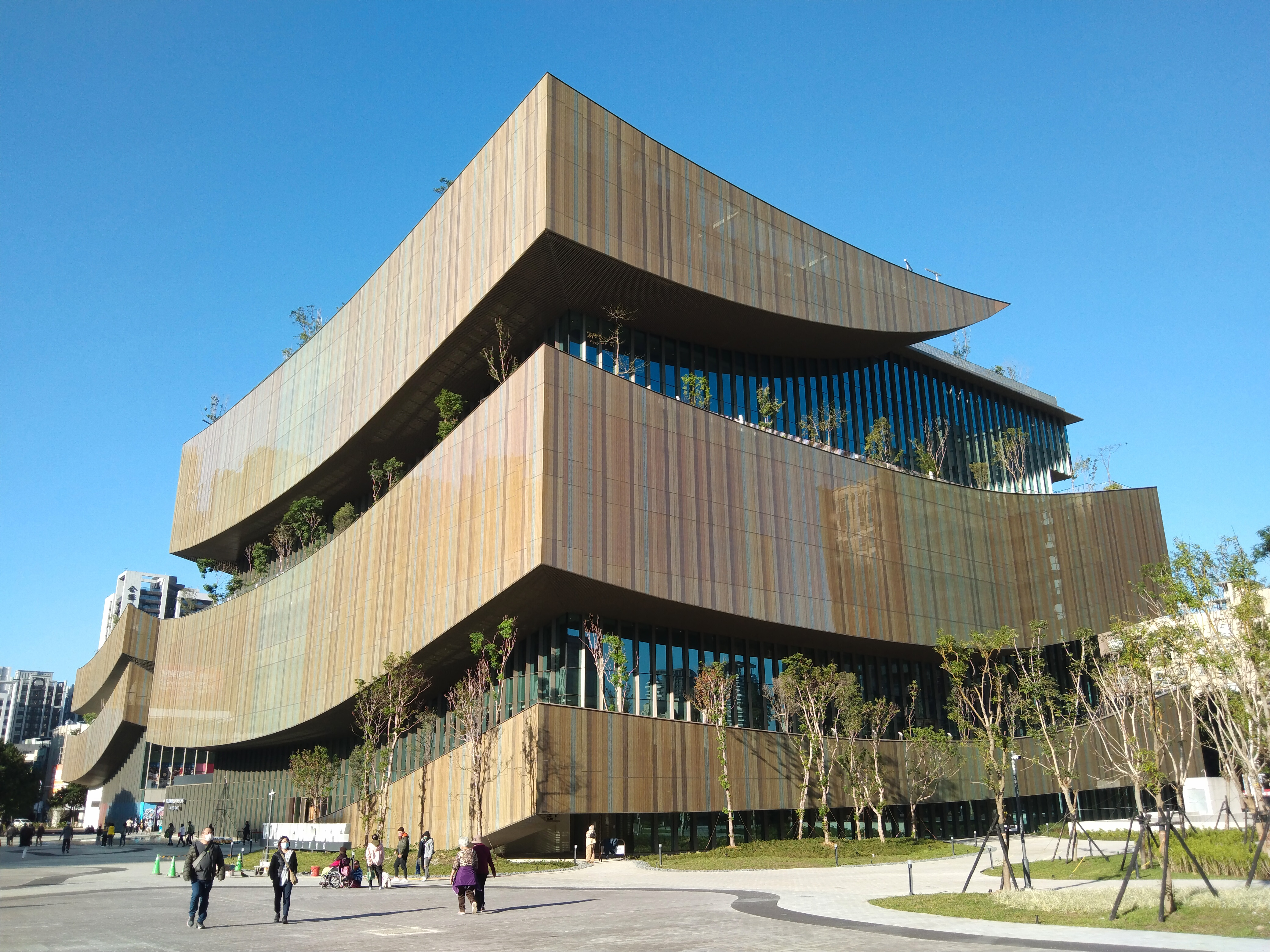
Hauptbibliothek von Taoyuan

Der Bezirk Taoyuan (chinesisch 桃園區, Pinyin Táoyuán Qū) ist ein Bezirk der gleichnamigen regierungsunmittelbaren Stadt Taoyuan im nördlichen Teil der Republik China (Taiwan). Bis zum 25. Dezember 2014 war Taoyuan die Hauptstadt des Landkreises Taoyuan. Nach der Eingliederung des Landkreises in die Stadt und deren Höherstufung zur regierungsunmittelbaren Stadt wurde die bisherige Stadt Taoyuan in einen Stadtbezirk umgewandelt.

## Wirtschaft
Der Ballungsraum im Nordwesten der Insel Taiwan ist hoch industrialisiert und dicht besiedelt. Taoyuan gilt als eines der weltweit bedeutendsten Zentren der Computerindustrie; zahlreiche Markenhersteller sowie Auftragsfertiger unterhalten Fabriken in Taoyuan.
- HTC Corporation High Tech Computer Corp. – Hersteller von Smartphones

Im Bezirk haben die Fluggesellschaft Uni Air sowie das Designbüro und Automobilhersteller Studio X-Gene ihren Sitz.

## Verkehr
Etwa 10 km nordwestlich, im Nachbarbezirk Dayuan liegt der Internationale Flughafen Taiwan Taoyuan, das wichtigste Luftdrehkreuz Taiwans. Die Autobahn 1 (Sun Yat-Sen Freeway) von Taipeh nach Kaohsiung berührt Taoyuan, die Autobahn 2 führt zum Flughafen.
Taoyuan hat einen Bahnhof der taiwanischen Eisenbahn (TRA). Die unterirdisch gelegene Station Taoyuan der Taiwan High Speed Rail (HSR) befindet sich im südwestlichen Nachbarbezirk Zhongli. Die Stadtbahn Taoyuan Mass Rapid Transit ist seit 1996 im Bau. Sie wird die Stadt mit der HSR-Station, den Flughafen-Terminals 1, 2 und 3 (in Planung) und darüber hinaus mit Taipeh verbinden.

## Persönlichkeiten
- Annette Lu (chinesisch 呂秀蓮, Pinyin Lǚ Xiùlián; * 1944), Vizepräsidentin der Republik China von 2000 bis 2008
- Wu Ming-Yi (* 1971), Autor von Romanen, Erzählungen und Sachbüchern, Künstler, Umweltaktivist und Professor für Chinesische Literatur